# Грузьке (Покровський район)
Грузьке́ — село Шахівської сільської громади Покровського району Донецької області в Україні.

## Назва
Перша назва села Капустяна. Назва села Грузьке не пов'язано з топонімом болото. Назва села походить з особливості рельєфу місцевості, також пов'язана зі зміною русла, характеристикою вод-ного режиму, властивості ґрунту: "… назва гидронима пов'язано з особливістю річкового дна. Грузьке — топкий, в'язкий ".

## Історія
У районі нинішнього села велися геологічні дослідження і пошук вугільних родовищ. Так в 1839 році гірничий інженер А. А. Анісімов займався вивченням ділянки між річками Сухий Торець, Казенний Торець і Грузька.
В 1867 році геолог Н. Д. Борисяк описав кам'яновугільні відкладення по річках Грузька і Казенний Торець.
У справі 1870 року геометричного спеціального плану Катеринославської губернії Бахмутського повіту за селом Грузьким, яке було у володінні дружини корнета Анастасії Іванівни Войни, було закріплено 1770 дес. удобної та неудобної землі.
30 квітня 1921 в районі села знаходився загін Н Махно.

### Російсько-українська війна
Із 4 по 16 серпня 2025 року, в результаті спільних дій частин і підрозділів Національної гвардії України та Збройних Сил України, які входять до складу 1-го корпусу НГУ «Азов», у Донецькій області зачищено населені пункти: Грузьке, Рубіжне, Нововодяне, Петрівка, Веселе, Золотий Колодязь.

## Відомі односельці
- Гутник Йосип Михайлович — герой радянського союзу, голова колгоспу «Перше травня» Криворізької сільської ради Добропільського району.
- Фенін Олександр Іванович (10.08.1865-24.01.1944 рр.) — заступник голови Ради зїзду гірничопромисловців Півдня Росії (1907—1919 рр.), міністр торгівлі і промисловості в Донському уряді отамана Краснова, член антибільшовицької організації Всеросійський Національний Центр, декан Російської гірничої секції при Вищій гірничій академії у Пшимбрамі, лауреат Паризької міжнародної виставки, голова англійської фірми «Товариство російських кам'яновугільних копален.»

## Жертви сталінських репресій
- Сергеєв Нестер Нестерович, 1892 року народження, с. Грузьке Добропольського району Донецької області, українець, освіта початкова, безпартійний. Каменяр болтового заводу. Проживав: м. Дружківка Донецької області, сел. Яковлівське, вул. Міхеєва, буд. № 6. Заарештований 16 листопада 1937 року. Трійкою УНКВС по Донецькій області 29 листопада 1937 року засуджений до розстрілу з конфіскацією майна. Даних про виконання вироку немає. Реабілітований у 1959 році.
- Передерій Віра Романівна, 1919 року народження, с. Грузьке Добропільського району Донецької області, українка, освіта середня, безпартійна. Проживала: м. Дружківка Сталінської (Донецької) області. Економіст машзаводу. Заарештована 13 листопада 1943 року. Військовим трибуналом військ НКВС по Донецькій області засуджена на 10 років ВТТ з позбавленням прав на 5 років та конфіскацією майна. Реабілітована у 1993 році.

## Природа
Біля села знаходитися ботанічний заказник місцевого значення (з 1995 року) Балка Грузька.